# Belize nos Jogos Olímpicos de Verão de 2004
Belize competiu nos Jogos Olímpicos de Verão de 2004, em Atenas, na Grécia.